# ذمخاد (ناطع)

تعديل مصدري - تعديل

ذمخاد هي إحدى قرى عزلة ذمسنومة بمديرية ناطع التابعة لمحافظة البيضاء، بلغ تعداد سكانها 35 نسمة حسب تعداد اليمن لعام 2004.